# Chapelle Sainte-Avoye de Pluneret
Pour les articles homonymes, voir chapelle Sainte-Avoye.
La chapelle de Sainte-Avoye est située dans le village de Sainte-Avoye, sur la commune de Pluneret dans le Morbihan en France. Elle est classée aux monuments historiques depuis le 28 mai 1932.

## Localisation
La chapelle est située sur les hauteurs de la rive droite de la rivière du Bono.

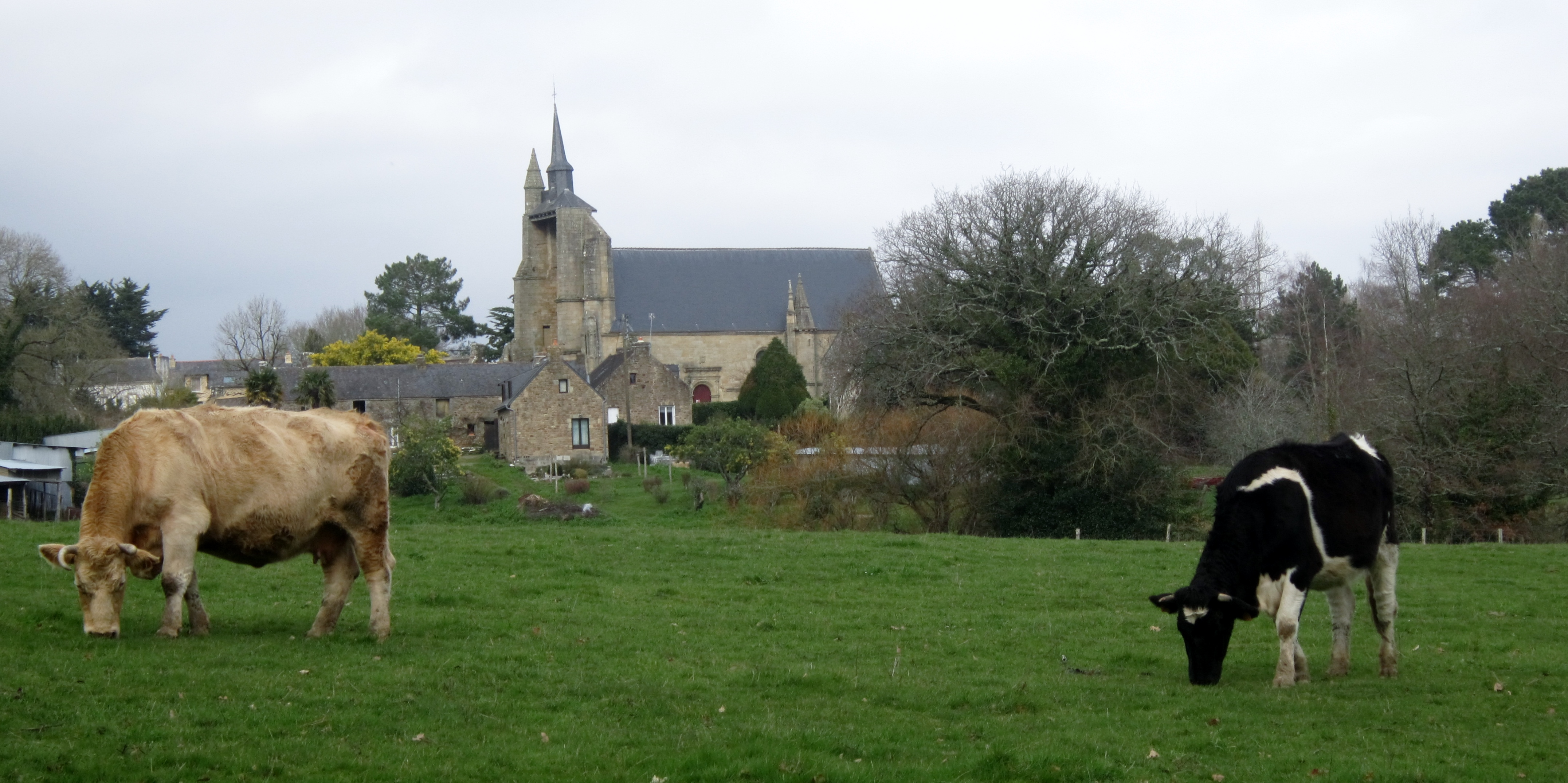
Le hameau et la chapelle de Sainte-Avoye vus depuis le GR 34 (rive droite de la Rivière du Bono).
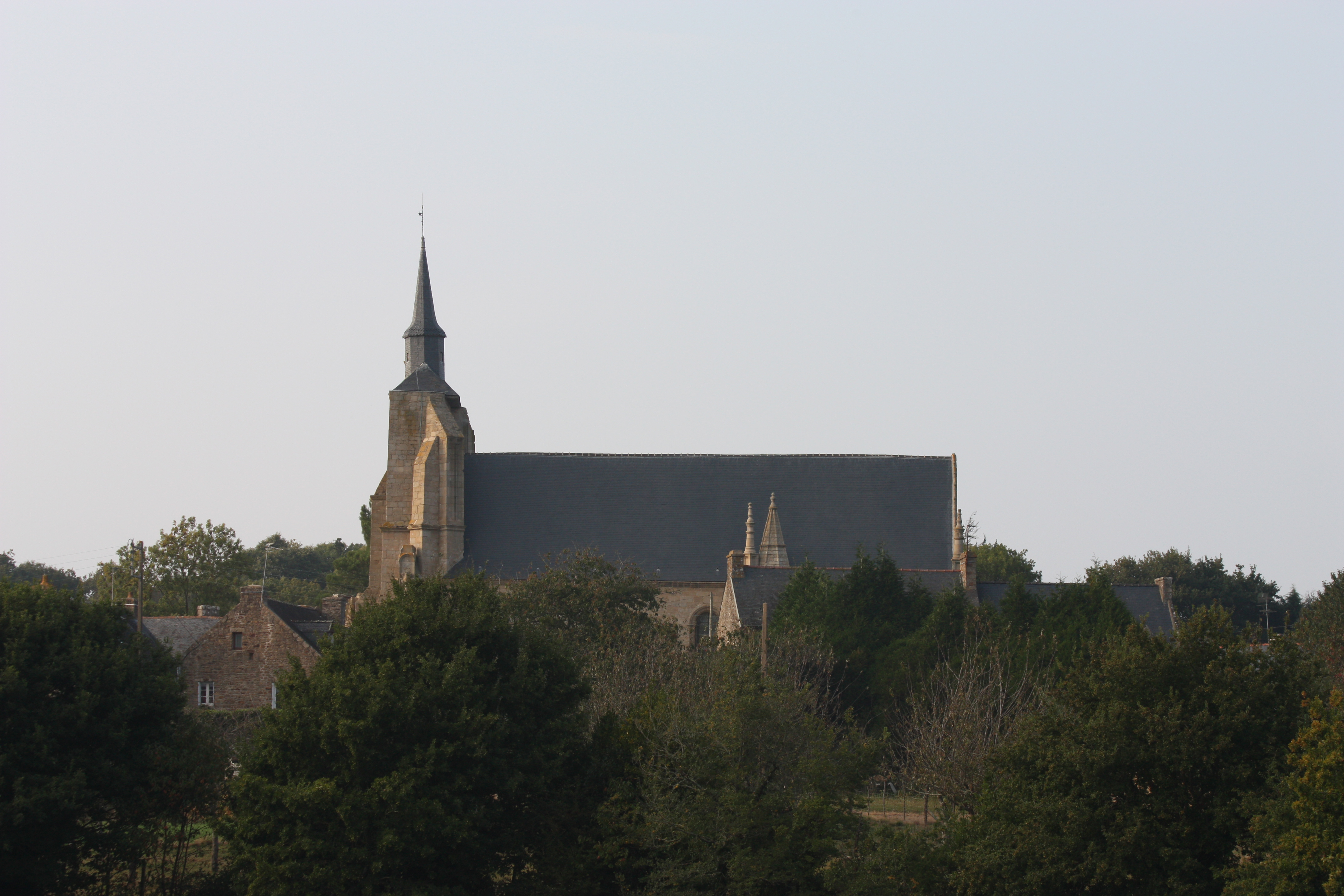
La chapelle Sainte-Avoye.
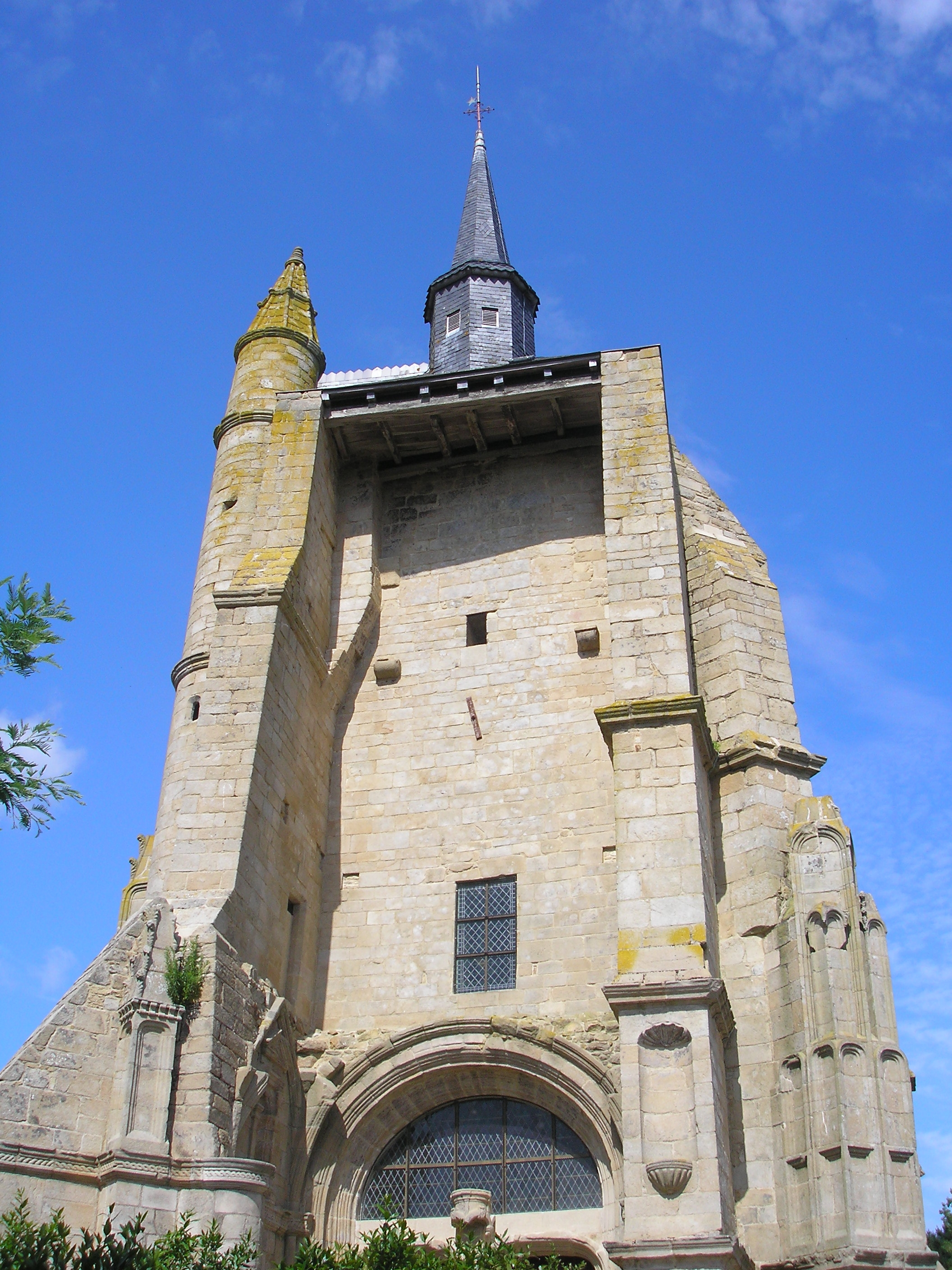
Le clocher de la chapelle Sainte-Avoye.
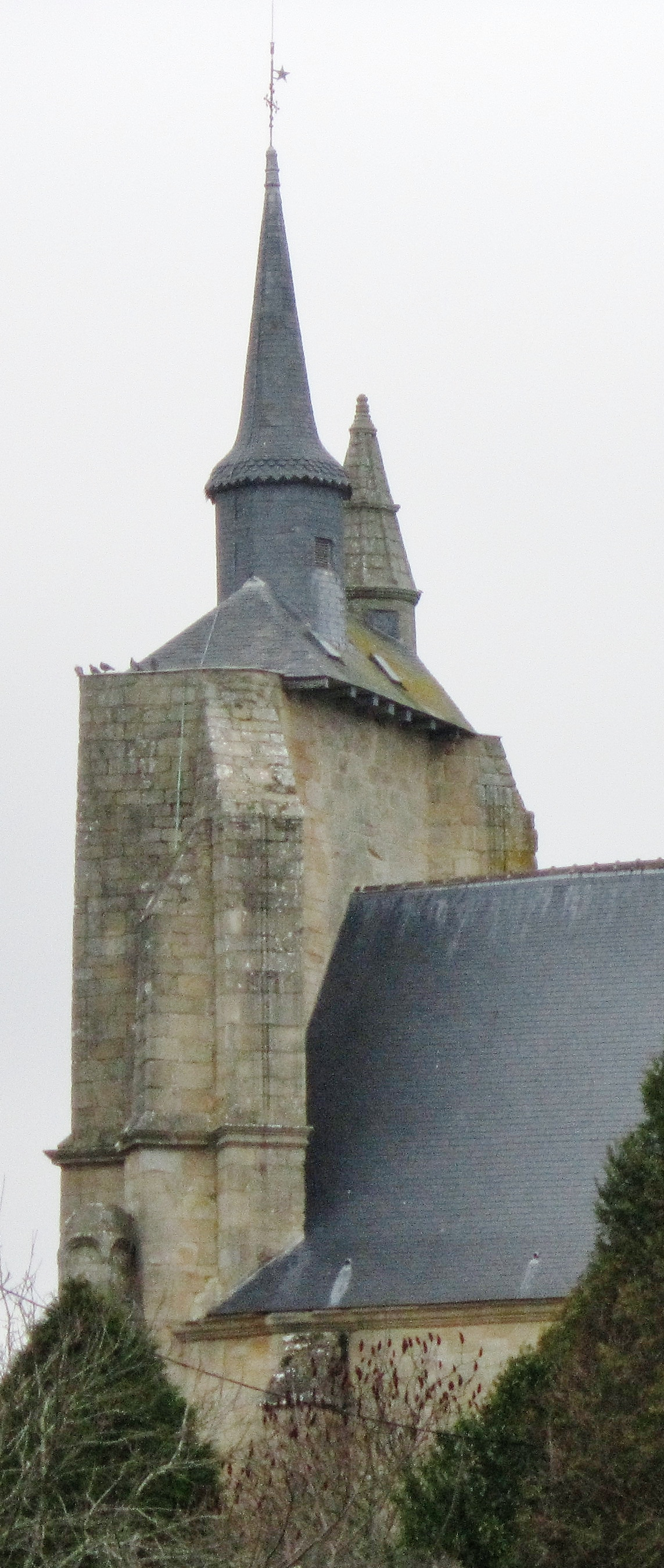
Le clocher de la chapelle Sainte-Avoye.
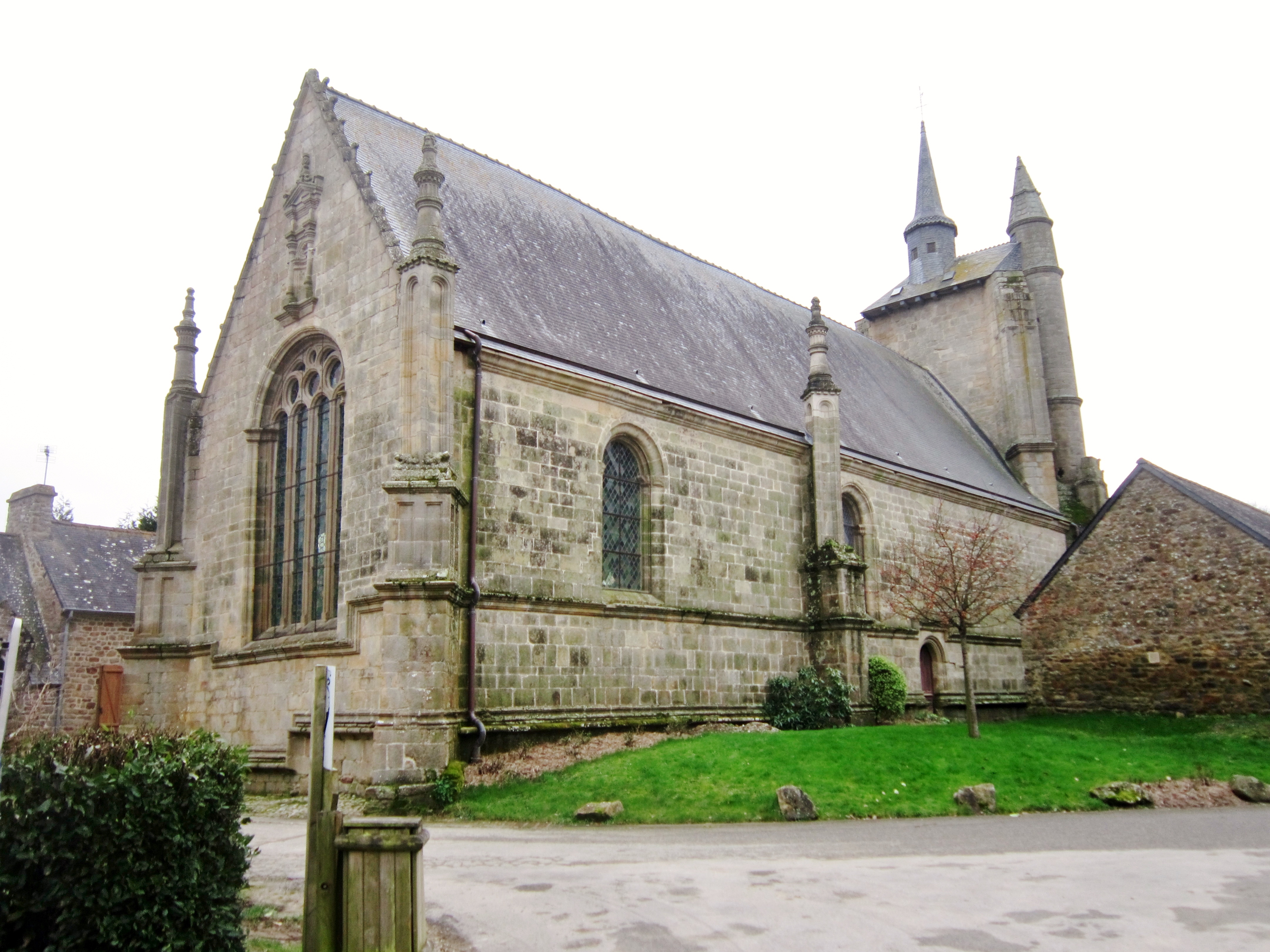
La chapelle Sainte-Avoye de Pluneret : vue extérieure d'ensemble.
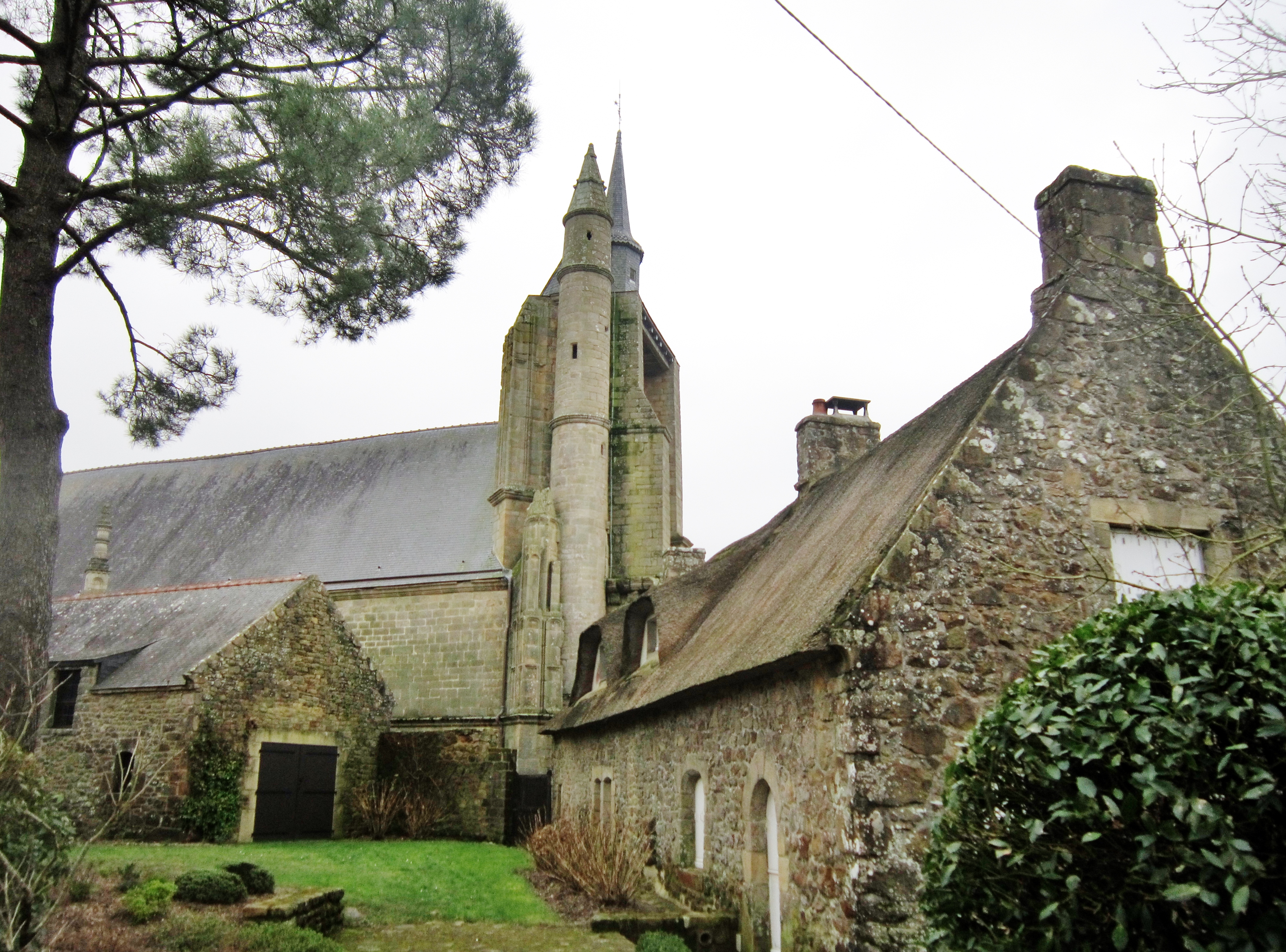
La chapelle Sainte-Avoye et une maison voisine.

## Historique

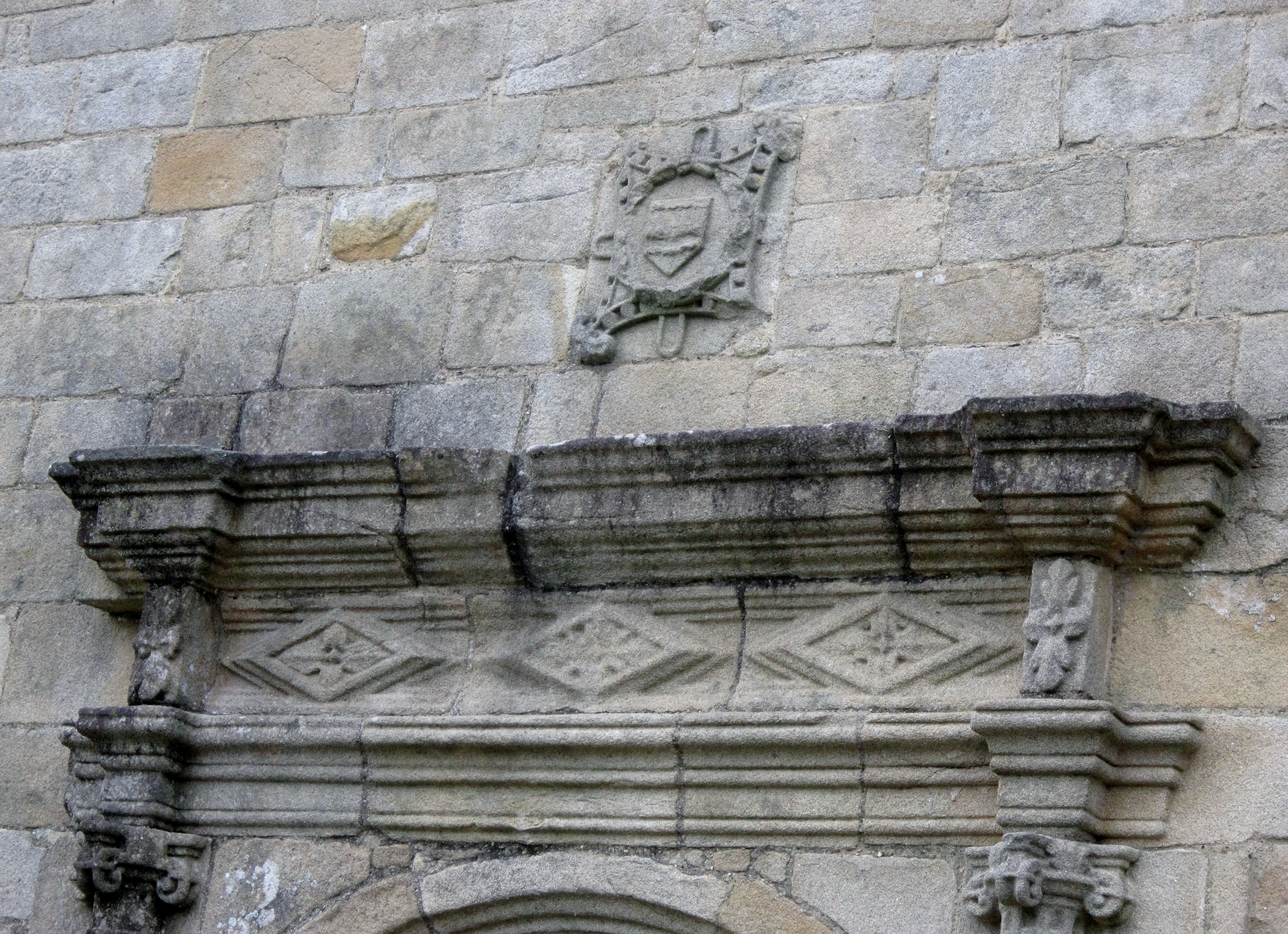
Écusson de la famille Lestrelin surmontant la porte sud de la chapelle.

La chapelle Sainte-Avoye a été élevée au XVIe siècle par la famille Lestrelin, dont l'écusson surmonte la porte sud, propriétaire du château de Kerisper qui est proche du hameau. Il s'agit d'une chapelle seigneuriale financée par le comte de Lestrelin (ou Lesterlin). Sur le fauteuil seigneurial figurent les armoiries de la famille. Elles représentaient quatre canards qui ont été enlevées grossièrement au couteau pendant la Révolution.
À l'origine, le clocher s'élevait bien au-dessus du clocher actuel. Ce clocher était un amer pour les marins et une vigie pour son propriétaire qui pouvait ainsi contrôler le trafic sur la rivière du Bono. Il fut foudroyé en 1727 et sa partie haute sera alors remplacée par le toit en charpente actuel, qui est surmonté d'une flèche. Le 16 octobre 1987 une tempête fragilise à nouveau le clocher ; il fut remis en état en 1988.
En 1746, un ouragan brise les vitraux, lors de la rénovation de 2004 à 2006, ils seront refaits à neuf de façon identique aux originaux.

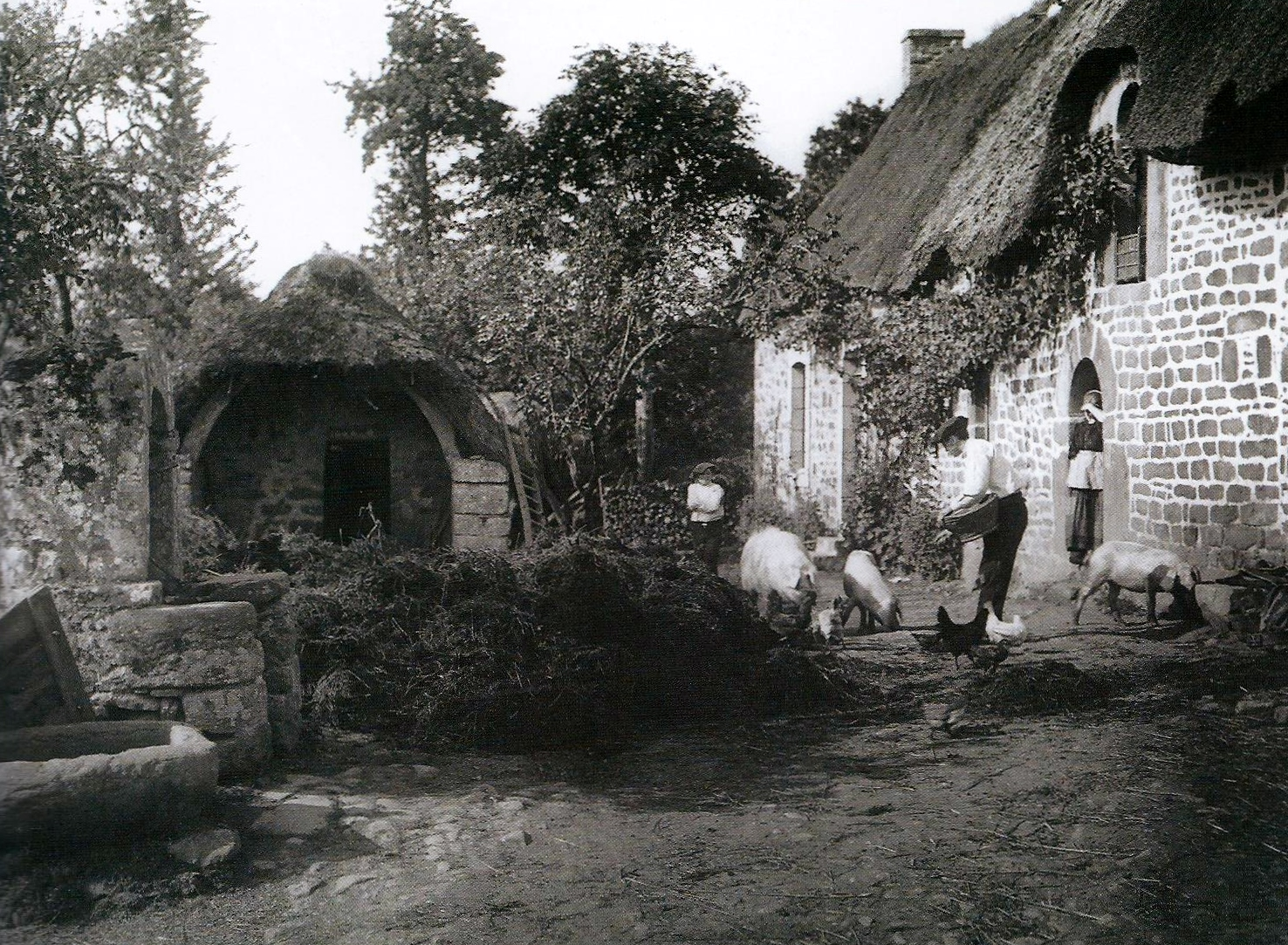
Cour de ferme à Sainte-Avoye (photographie de Philippe Tassier, vers 1910).
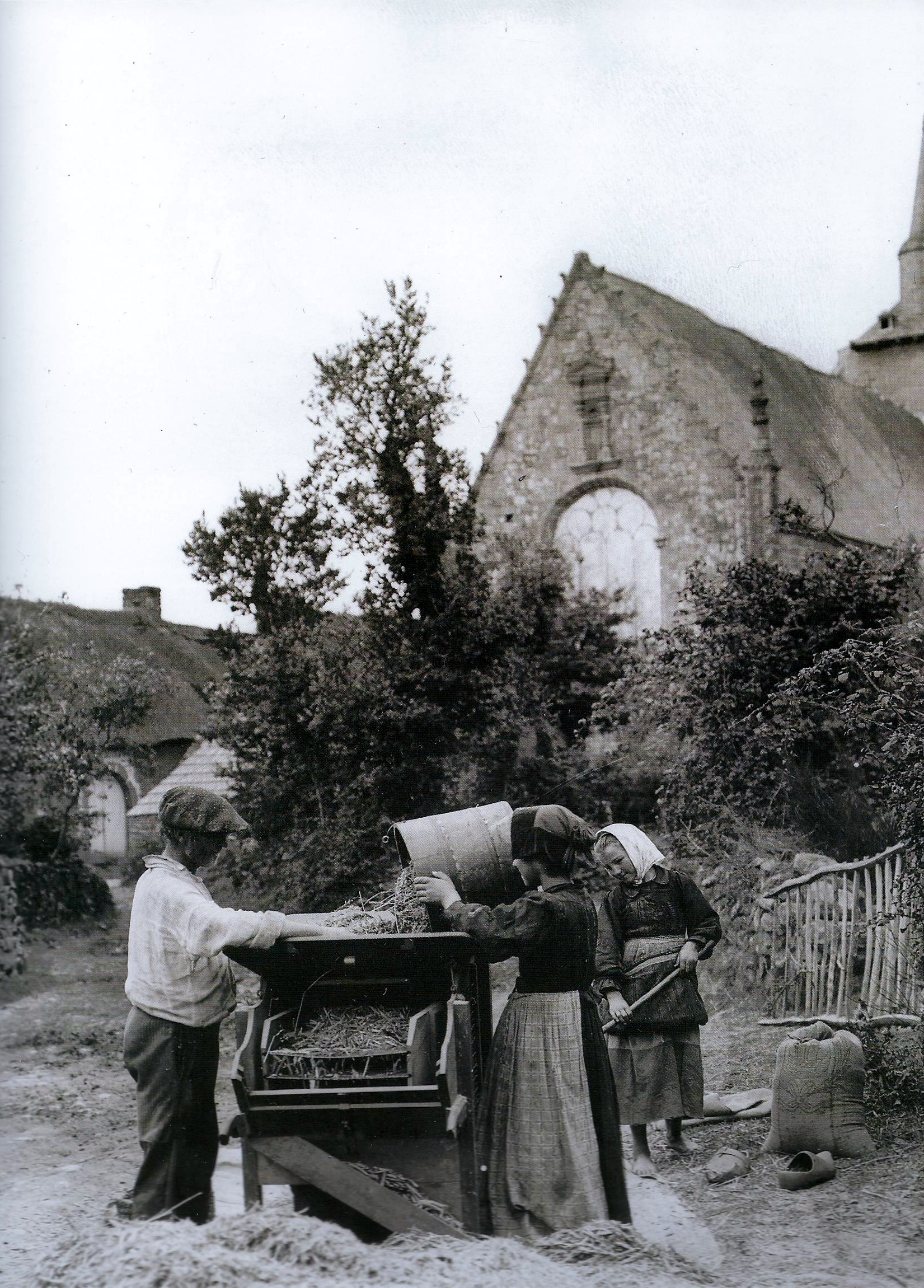
Vanneurs à Sainte-Avoye (photographie de Philippe Tassier, vers 1910).
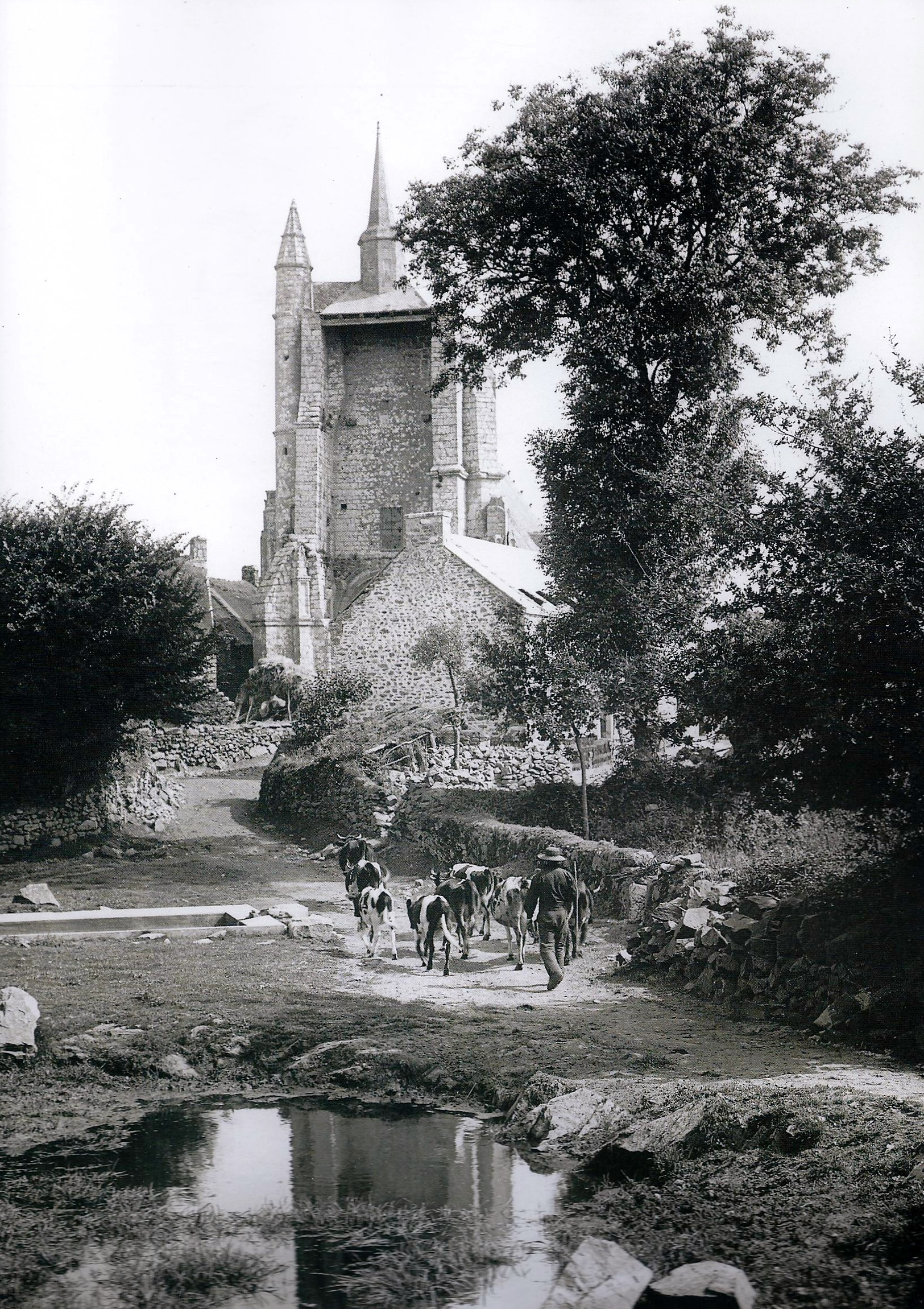
Le retour du troupeau près de la chapelle Sainte-Avoye (photographie de Philippe Tassier, vers 1910).

L'édifice est classé au titre des monuments historiques par arrêté du 28 mai 1932.
Restauration de 2004 à 2006,
- Façade
- Charpente
- Couverture

## Description

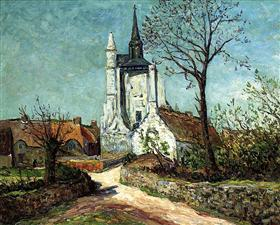
Village et chapelle de Sainte-Avoy
Maxime Maufra, 1908
Collection privée

Le revêtement de sol intérieur est en terre battue. C'est une disposition quasiment unique d'un mélange de chaux et de terre.
La voûte de la nef en forme de carène de navire, renversée est chaulée à l'ancienne.
- quatre fermes pour la nef
- trois fermes principales pour le chœur
- engoulants
- sablières sculptées datant de 1557. Sur les sablières du chœur, est inscrit :

« Le jour de la croix, en septembre 1554 fut assise la première   pierre de ceste Chapelle Madame Sainte Avoie et fut assise la  première pièce de boays  le 10e jour de juin 1557 et fut miseur Misire Yves Le Thominec, curé de cette paroesse, Pierre Blanchart fut maistre maczon et Henri Le Meilleur fut maistre charpentier. »

## Objets remarquables
La chapelle abrite un jubé Renaissance en bois de chêne polychrome. Exécuté entre 1554 et 1557 par un charpentier répondant au nom de Bizeul, il sépare le chœur de la nef.
Il est sculpté sur les deux faces :

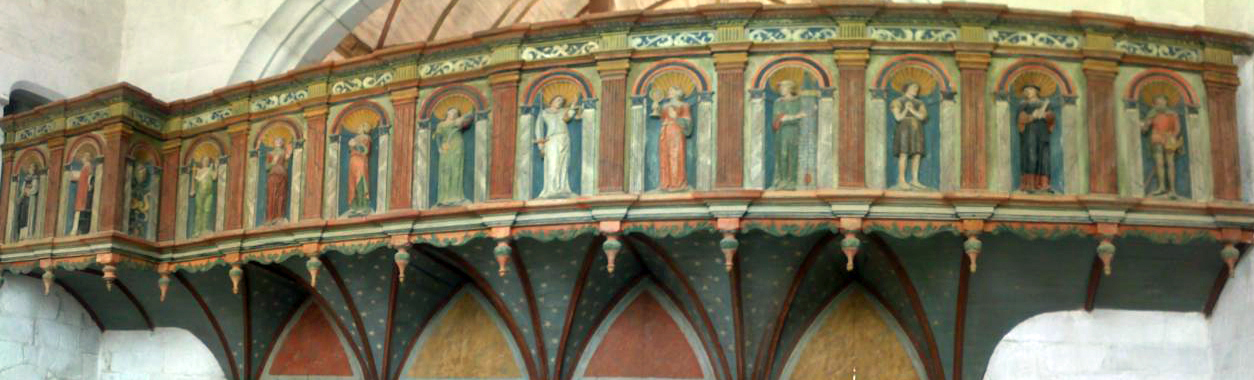
Le jubé côté chœur.
À droite, saint Yves (patron des avocats) encadré par le pauvre et le riche.

- la face visible de la nef présente les Douze Apôtres ;
- la face visible du chœur présente les sept vertus catholiques (ou théologales), et cinq saints dont saint Yves.

Le chancel est composé de quatre panneaux dont une porte à vantail double.
Le jubé est classé, au titre objet, monument historique par arrêté du 27 décembre 1907.

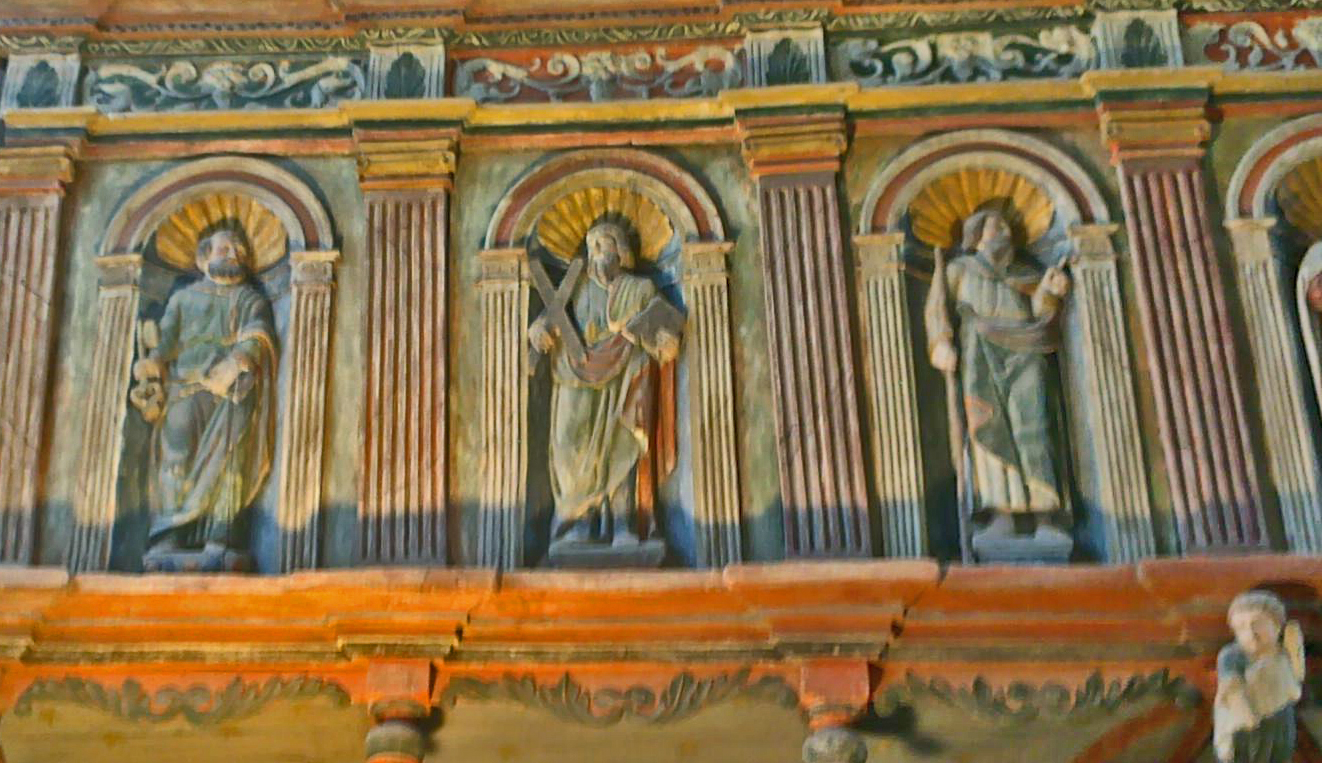
Détail du Jubé, côté nef, à gauche. De gauche à droite, saint Pierre avec sa clef, saint André portant sa croix et saint Jacques tenant son bâton de pèlerin.
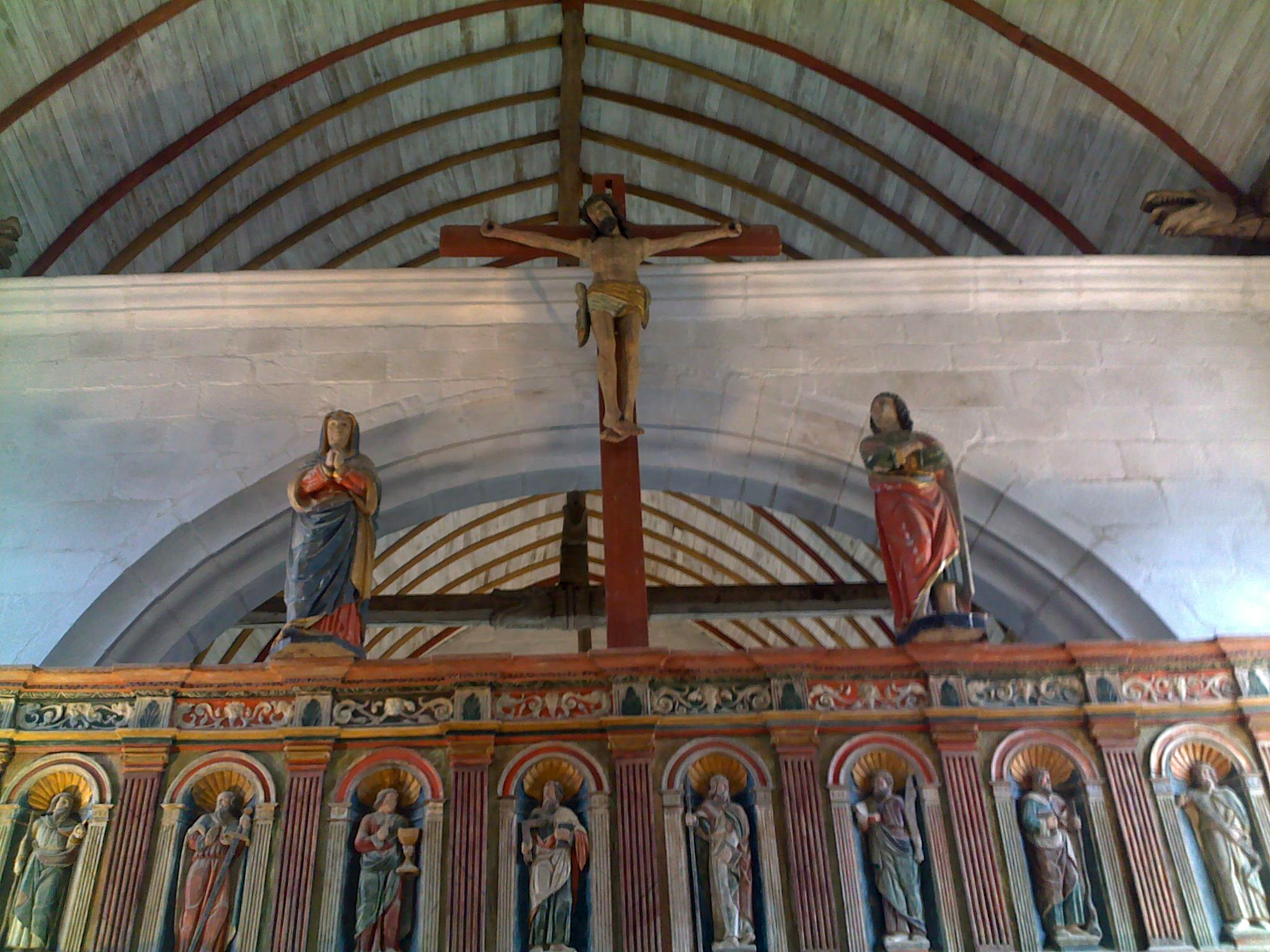
Centre du jubé, côté nef.

La chapelle abrite également une statue de sainte Avoye en bois polychrome datant du XVIe siècle. Elle est classée, au titre objet, monument historique par arrêté du 24 juillet 1944.

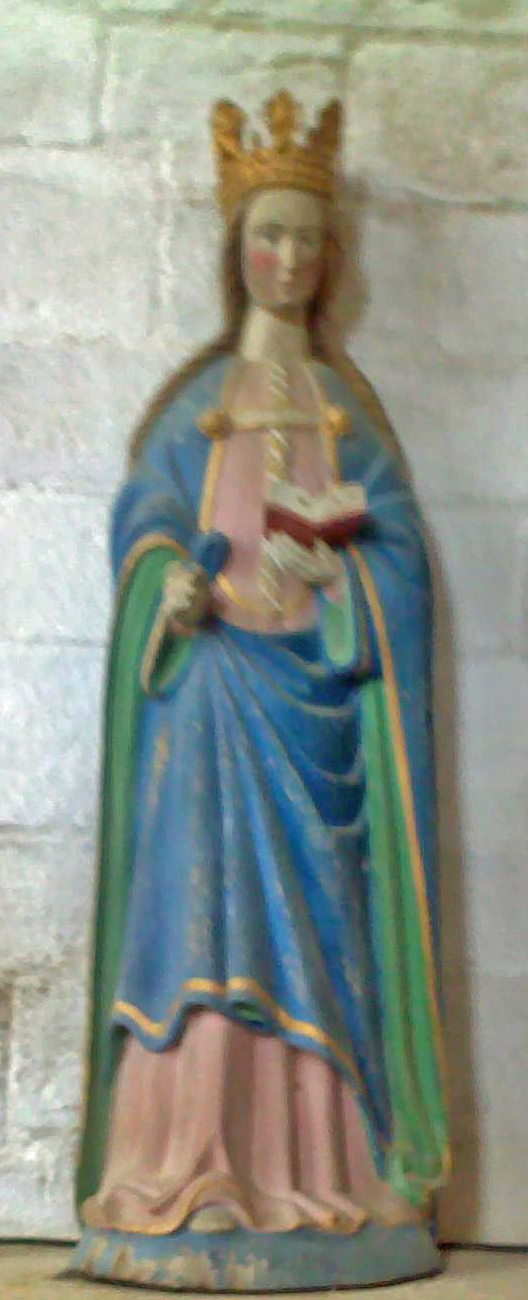
Statue polychrome de sainte Avoye (en bois creux).

## Tableaux

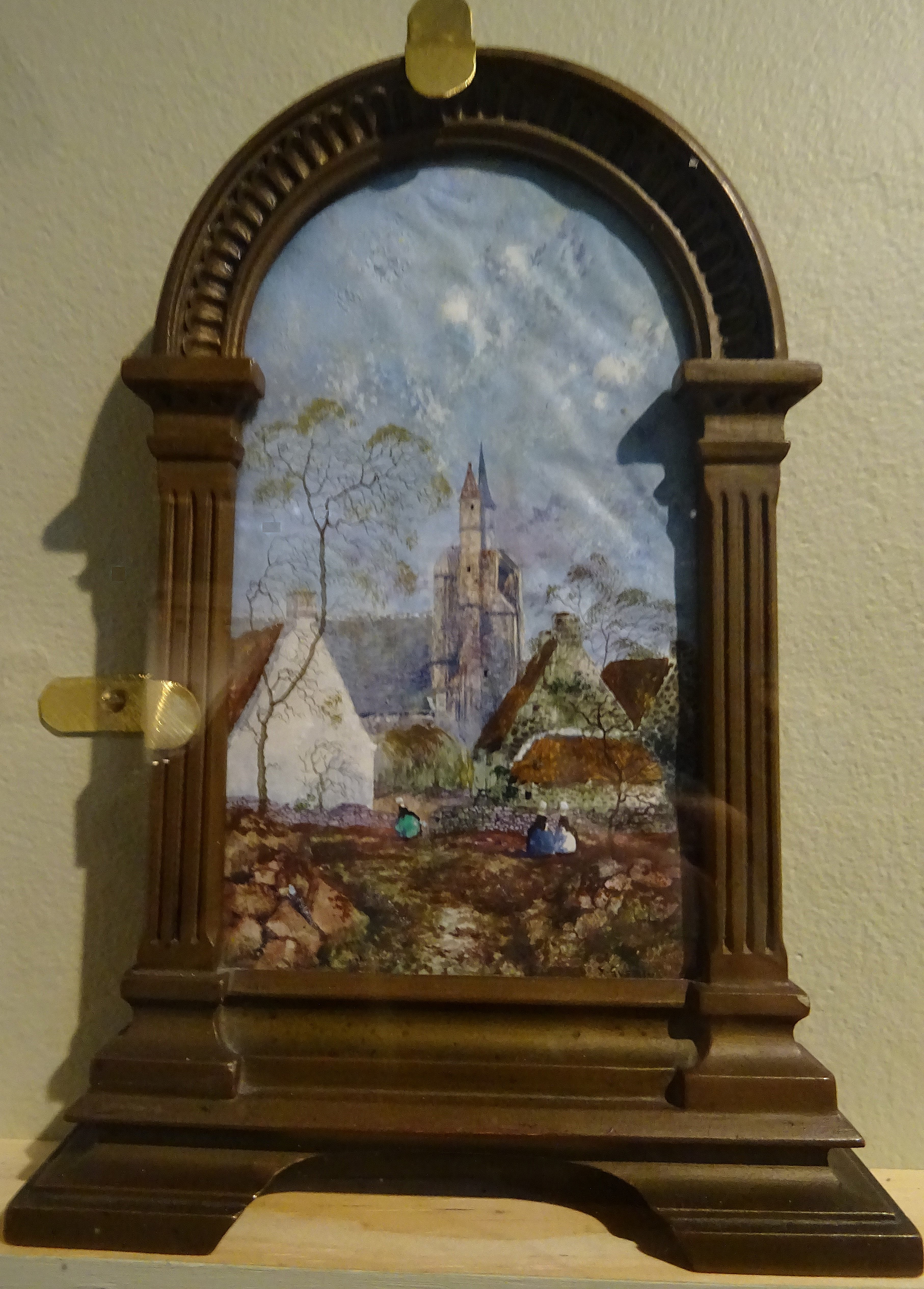
Ernest Guérin : Saint-Avoye, Bretagne, entre 1930 et 1943 (aquarelle et gouache sur papier).

- Ernest Guérin : Saint-Avoye, Bretagne, entre 1930 et 1943 (aquarelle et gouache sur papier).